# 時中郡

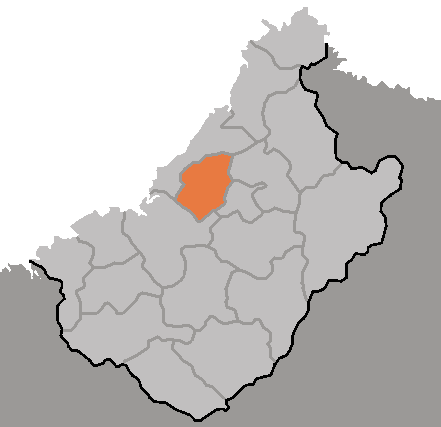
時中郡於慈江道的位置圖

時中郡（：／ Sijung gun */?）是朝鮮民主主義人民共和國慈江道的一個郡，位於該道中北部。

## 地理
本郡东邻長江郡和江界市、南邻渭原郡、西和北邻滿浦市。境内西部为江南山脉，慈江道第一大河将子江流经境内。

## 交通
本郡拥有铁路和公路交通，包括满浦线。

## 行政区划
现时本郡下辖:
- 時中邑
- 上清里
- 雙新里
- 義真里
- 雙富里
- 安贊里
- 延坪里
- 天城里
- 天章里
- 丰龙里
- 从仁里
- 丰清里
- 魯南里
- 深貴里
- 藥水里
- 興判里
- 吏南里